# Schaworonkowo (Kaliningrad, Gussew)
Schaworonkowo (russisch Жаворонково, deutsch Gerwischken, 1938 bis 1945 Richtfelde, litauisch Gerviškiai) ist ein Ort in der russischen Oblast Kaliningrad. Er gehört zur kommunalen Selbstverwaltungseinheit Stadtkreis Gussew im Rajon Gussew.

## Geographische Lage
Schaworonkowo liegt acht Kilometer südwestlich der Stadt Gussew (Gumbinnen) an der Regionalstraße 27A-025 (ex R508). Die nächste Bahnstation ist Gussew an der Bahnstrecke Kaliningrad–Tschernyschewskoje, einem Teilstück der früheren Preußischen Ostbahn zur Weiterfahrt nach Moskau.

## Geschichte
Vor 1945 bestand das um 1554 gegründete Gerwischken aus weit verstreut liegenden großen und kleinen Höfen. Zwischen 1874 und 1945 war das Dorf Teil des Amtsbezirks Nemmersdorf (heute russisch: Majakowskoje) im Kreis Gumbinnen innerhalb des Regierungsbezirks Gumbinnen der preußischen Provinz Ostpreußen.
Aus politisch-ideologischen Gründen wurde Gerwischken am 3. Juni – amtlich bestätigt am 16. Juli – des Jahres 1938 in „Richtfelde“ umbenannt. Im Jahre 1945 kam das Dorf in Kriegsfolge mit dem gesamten nördlichen Ostpreußen zur Sowjetunion.
Im Jahre 1950 erhielt das Dorf die russische Bezeichnung „Schaworonkowo“ und wurde gleichzeitig dem Dorfsowjet Majakowski selski Soweet im Rajon Gussew zugeordnet. Von 2008 bis 2013 gehörte Schaworonkowo zur Landgemeinde Majakowskoje selskoje posselenije und seither zum Stadtkreis Gussew.

### Einwohnerentwicklung
| Jahr | Einwohner |
| ---- | --------- |
| 1910 | 228       |
| 1933 | 226       |
| 1939 | 238       |
| 2002 | 73        |
| 2010 | 79        |

## Kirche
Aufgrund seiner mehrheitlich evangelischen Bevölkerung war Gerwischken resp. Richtfelde bis 1945 in das Kirchspiel der Kirche Nemmersdorf (heute russisch: Majakowskoje) eingepfarrt. Es war Teil des Kirchenkreises Gumbinnen in der Kirchenprovinz Ostpreußen der Kirche der Altpreußischen Union. Heute liegt Schaworonkowo im Einzugsgebiet der neu entstandenen evangelisch-lutherischen Gemeinde der Salzburger Kirche in Gussew (Gumbinnen), die zur Propstei Kaliningrad (Königsberg) der Evangelisch-lutherischen Kirche Europäisches Russland gehört.